# Hachijo (språk)
Hachijo (eget namn 八丈語) är ett japoniskt språk som talas på Hachijoöarna. Språket anses vara hotat.
Språket har cirka 8000 talare. Största delen av talarna är 40 eller äldre, och det är oklart om barn lär sig språket. Attityderna till språket är neutrala eller positiva, men många anser det som en dialekt av japanska.

## Fonologi

### Vokaler
|              | Främre | Central | Bakre |
| ------------ | ------ | ------- | ----- |
| Sluten       | i      |         | u     |
| Mellansluten | e      |         | o     |
| Öppen        |        | a       |       |

Källa:

### Konsonanter
|             | Bilabial | Alveolar | Palatal  | Velar  | Glottal |
| ----------- | -------- | -------- | -------- | ------ | ------- |
| Nasal       | m        | n        |          |        |         |
| Klusil      | p \| b   | t \| d   |          | k \| g |         |
| Affrikat    |          |          | t͡s \| d͡z |        |         |
| Frikativ    |          | s        |          |        | h       |
| Tremulant   |          | r        |          |        |         |
| Approximant | w        |          | j        |        |         |

Som i japanska också i hachijo blir den alveolara nasalen tonlös i slutet av ord [ɴ]. Detta brukar markeras med N. Ytterligare kan gränsgemination markeras med Q. Detta realiseras som gemination.
Källa: